# Древние тюрки

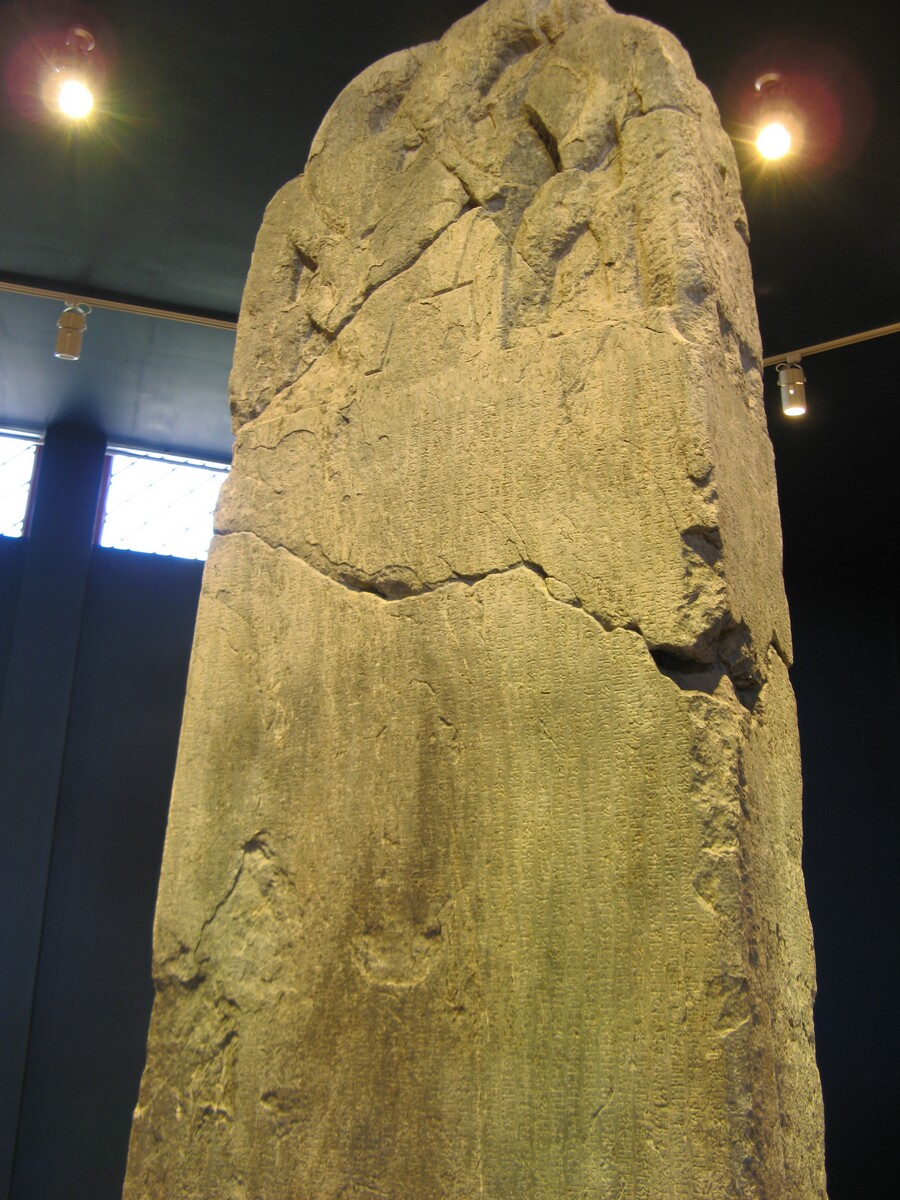
Стела монумента Бильге-кагану с надписями в музее «Орхон»

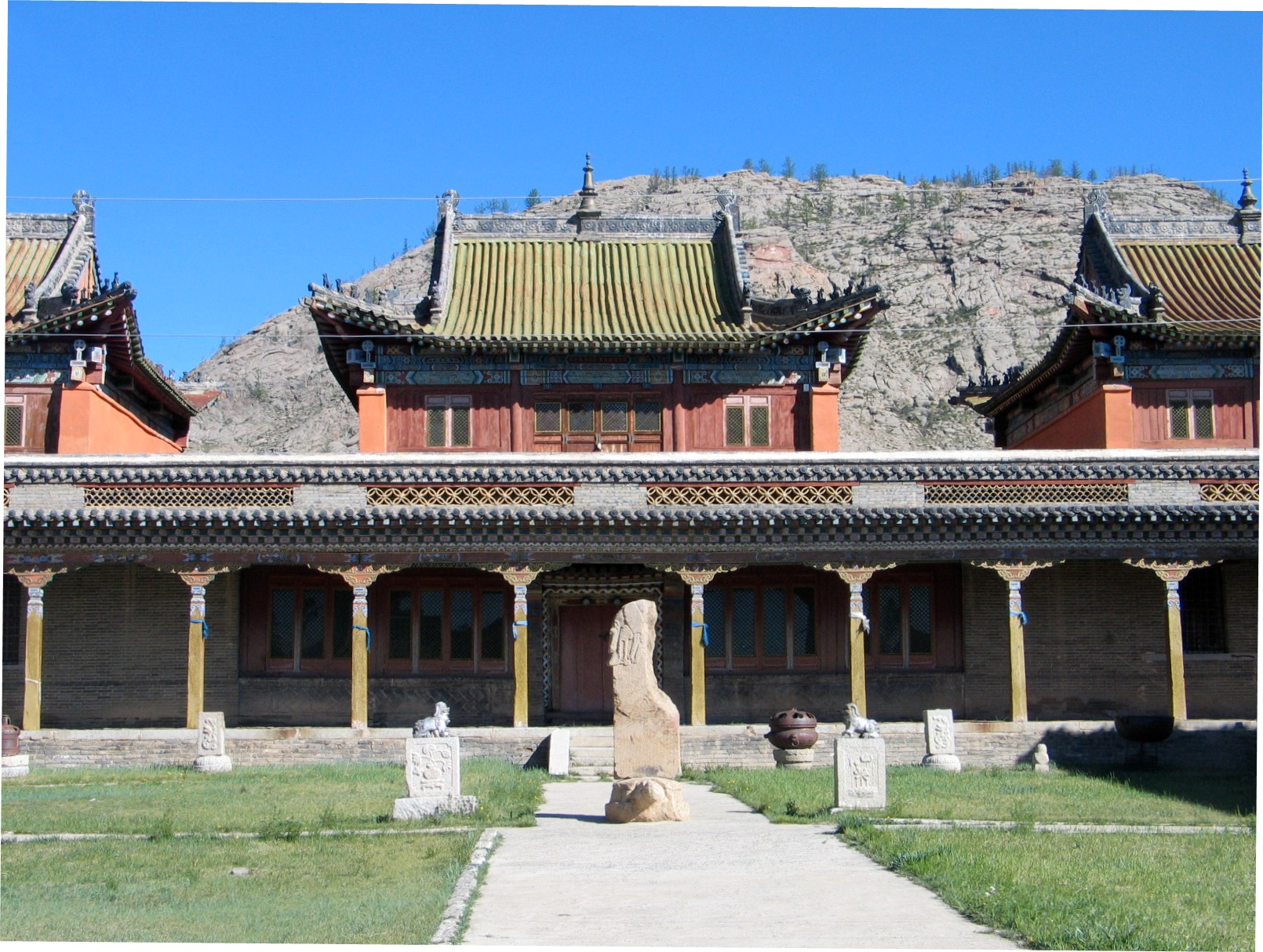
«Бугутская стела» VI в. на черепахе — древнейший дошедший до нас памятник Тюркского каганата. Сейчас установлен перед цэцэрлэгским монастырём

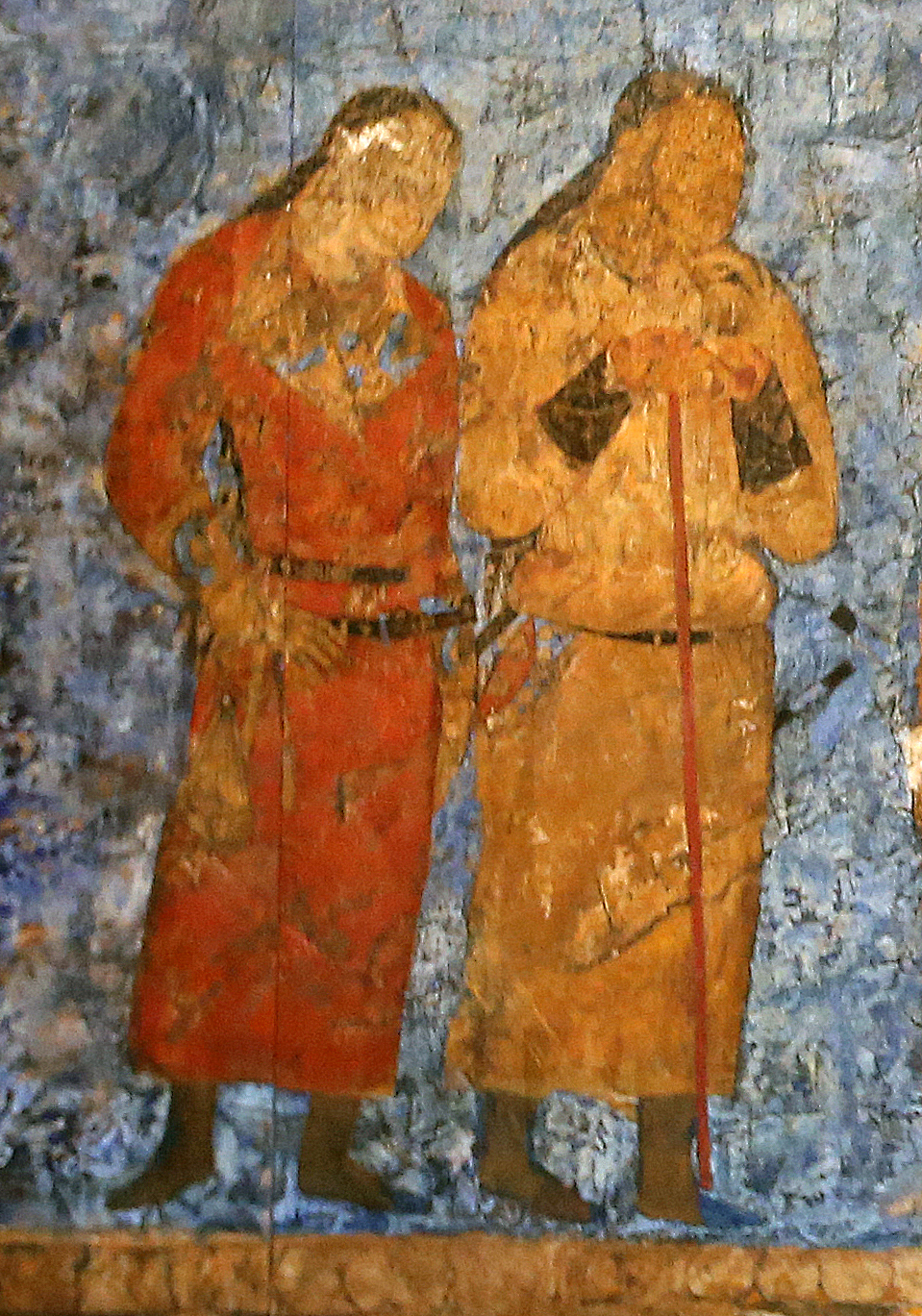
Тюркские чиновники в живописи Афрасиаба, Самарканд, 650 год

Древние тюрки — исторический народ в Центральной Азии, гегемон Тюркского каганата. Образовался в результате смешения местного алтайского населения с пришлым родом Ашина. Тюркский этнос формировался в среде смешанных европеоидно-монголоидных форм, поэтому при своём расселении на запад он нёс как монголоидные признаки, так и брахикранный европеоидный комплекс.

## Терминология
Для достижения терминологического отличия древних тюрок от современных тюркоязычных народов исследователи применяли и применяют самые разнообразные термины. Так, БРЭ говорит о собственно тюрках.
Л. Н. Гумилёв ввёл термин тюркю́ты (от тюрк. — тюрк и монг.  -ют — монгольский суффикс множественного числа).
Китайцы называли древних тюрков кит. 突厥 (кит. tūjué), потому некоторые русскоязычные исследователи называют народ тюрками-тюгю или тугю (у Н. Я. Бичурина тукюе).
Другая группа названий происходит от интерпретаций словосочетания «кёк тюрк» (kök türk), встречающегося в Кошо-Цайдамских надписях. Некоторые исследователи прибегают к буквальному переводу «голубые тюрки», «небесные тюрки», понимая словосочетание как самоназвание древних тюрок, другие критикуют эту идею, указывая, что кёк-тюрки в надписях явно противопоставлены правителям. Предлагались также интерпретации «гёки и тюрки» в смысле «Ашина и тюрки», «восточные» и «свободные» тюрки, «коренные кочевники».
Современные археологи для обозначения тюркоязычного населения северной окраины каганата, сложившегося в результате аккультурации, используют также термин алтае-телеские тюрки. С алтае-телескими тюрками, сохранявшими идентичность до X века, связывают курайскую культуру, ранний этап которой связан с переселением тюрков на Алтай в 460-х годах.

### В средневековой книжной традиции
Первое известное упоминание этнонима türk (др. тюрк. ‏𐱅𐰇𐰼𐰜‎ — türük) или (др. тюрк. ‏𐰜𐰇𐰛׃𐱅𐰇𐰼𐰰‎ — kök türük) или (др. тюрк. ‏𐱅𐰇𐰼𐰛‎ — türük), кит. 突厥, старотибетский: duruggu/durgu, пиньинь: Tūjué, ср.-кит.: tʰuot-küot, ср.-греч. Τούρκοις) встречается в китайских летописях и относится к 542 году. В европейских хрониках о тюрках впервые сообщают византийские историки Менандр и Феофан, когда тюркский каган Сильзибул в 568 году отправил посольство к Юстину II. В письме Бага-Ышбара хана к китайскому императору Вэнь-ди Бага-Ышбар описывается как «великий хан тюрков».
В разных источниках термин использовался в следующих формах: в согдийских — twrk, среднеперсидских — 𐭲𐭥𐭪 (turk), арабских — ترك (turk; мн. ч. أتراك — ‘atrāk), сирийских — turkaye, греческих — τούρκοις (toúrkois), санскритских — turuška, тибетских — drug, drugu, хотанских — ttûrka, tturki.
В византийских источниках тюркские племена называются скифами (Σκύθαι). В пехлевийских источниках под турами понимаются тюркские племена.
Памятники, написанные древнетюркским письмом в основном эпиграфические, небольшое число рукописей, сохранились в Восточном Туркестане). Тюркским поэтом был Йоллыг тегин (конец VII — начало VIII в.), который был автором памятных надписей в честь тюркских каганов Кюль-тегина, Бильге-кагана, Кутлуг Ильтерес-кагана. В надписях отразились культурный уровень тюрок, их литература, исторические знания.

## О древних тюрках и правящей династии Ашина

Изваяние принца Кюль-тегина с короной и изображением птицы Хумо

По древним китайским источникам, тюрки-тугю (кит. tūjué) происходят от гуннов.
По мнению венгерского профессора М. Добровича, Ашина были династией. По мнению академика Ю. Бурякова, Ашина представляло собой род, управлявший Тюркским каганатом и некоторыми областями Средней Азии, в частности Чачем (Ташкентский оазис).
На Алтае вокруг племени Ашина сложился союз местных племён, принявших название «тюрк». В период своего существования в горах Монгольского Алтая тюрки-тугю оказались под властью жуань-жуаней и находились в зависимости от них до середины VI в.
Термин «вечный эль тюркского народа» впервые появляется в памятниках древнетюркской (орхонской) письменности VII—VIII вв. Эль рисуется военно-политическим организмом, объединяющим под деспотическим руководством каганов из аристократического рода Ашина различные группировки «собственно тюрок» (турк будун — «тюркский народ») и иные подвластные каганату племена.
По мнению доктора исторических наук Б. Б. Овчинниковой, «народ тугю возник в конце V века в условиях лесостепного ландшафта, характерного для Алтая и его предгорий».
В китайской летописи Таншу о происхождении рода Ашина говорится следующее. Среди племён, побеждённых тобасцами при покорении ими северного Китая, находились «пятьсот семейств» Ашина. Эти «пятьсот семейств» возникли «из смешения разных родов», обитавших в западной части Шэньси. Когда в 439 г. тобасцы победили хуннов и присоединили Хэси к империи Вэй, то князь «Ашина с пятьюстами семействами бежал к жужаньцам и, поселившись по южную сторону Алтайских гор, добывал железо для жужаньцев». Текст повествует о происхождении не всего народа древних тюрок, а только их правящего клана.
Ещё до открытия древнетюркских надписей, первый русский синолог Н. Я. Бичурин (1777—1853), основываясь на древних китайских хрониках, заметил, что народ именуемый в китайских хрониках как «тукюе» 突厥 являлся монгольским и был известен под народным названием дулга:

Дом Тугю, по-монгольски называется, как ниже увидим, Дулга [Тукюе]. Ориенталисты западной Европы пренебрегли уверением китайской истории, а обратили внимание на созвучность тугю с тюрки, и приняли в основание, что монголы, известные под народным названием дулга, были тюрки; а как предки дулгаского Дома происходили из Дома хуннов, то и хунны были народ тюркского же племени. Сие-то смешение монголов с тюрками повело ученых западной Европы к превратным понятиям о народах монгольского племени, обитавших в Средней Азии в древние времена.
Как полагает А. С. Сальманов (канд. ист. наук, младший научный сотрудник ИИЯЛ УФИЦ РАН, представитель организации «Кук буре» («Голубой волк»)) «с мнением о монгольском происхождении, или точнее с монголоязычностью, этнического ядра тюрков-тукю можно согласиться».

## Происхождение и погребальный обряд

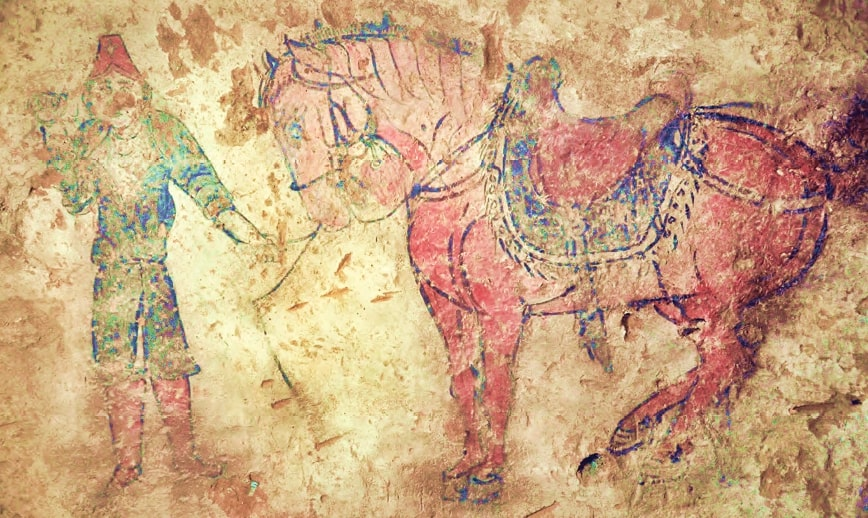
Живопись на стенах могилы тюрка

Палеоантропологические исследования говорят о смешанном расовом типе древних тюрок: на востоке своего расселения (Тува, забайкальские и монгольские степи) характеризуются преобладанием монгольского расового типа, а на крайних западных территориях своего проникновения (вплоть до восточноевропейских степей) имеют наибольшую европеоидную примесь. Однако, согласно исследованиям В. В. Гинзбурга, и на восточных территориях расселения древних тюрков, в том числе на востоке Казахстана, на Алтае и в Туве, при преобладании в целом монголоидности, на палеоантропологическом материале отчётливо фиксируется расовая неоднородность и значительная европеоидная примесь. Тюркский этнос формировался в среде смешанных европеоидно-монголоидных форм, поэтому при своем расселении на запад он нёс как монголоидные признаки, так и брахикранный европеидный комплекс.
Согласно византиеведу С. Б. Сорочану и М. И. Артамонову, по физическому типу древние тюрки были монголоидами.
Древние тюрки как этнос формировались в районе Алтая. До прихода рода Ашина основное население Алтая составляли телеские племена. Памятники первой половины I тысячелетия н. э. на Горном Алтае исследованы хуже, чем во всех остальных районах Южной Сибири. Такие памятники как Катанда I, Берель, Кокса и Яконур были объединены А. А. Гавриловой под названием берельского типа и датированы IV—V вв. н. э. Главной особенностью берельских погребений является устойчивый обряд захоронения с конём и преимущественно восточная (широтная) ориентировка погребённых. Наиболее ярко это фиксируется в могильнике Кудыргэ, датировка которого варьирует в прeделах V—VI вв. или VI—VII вв. Исследователи делят развитие культуры алтае — телеских тюрок на 4 этапа: кудыргинский (VI—VII вв.), катандинский (VII—VIII вв.), туэктинский (VIII—IX вв.), кара-чогинский (IX—X вв.). Антропологические материалы из раннескифских могильников Алтая показывают, что здесь были захоронены люди разнообразного расового типа: это монголоиды, брахикранные европеоиды, представители восточноазиатской (дальневосточной) расы в составе тихоокеанской ветви монголоидов, обнаруживающие наибольшее сходство с чертами северных китайцев, а также метисный — европеоидный тип с монголоидной примесью.
Территория распространения погребений с конём входит в предполагаемый ареал расселения телеских племён. Это было тюркоязычное население алтайского происхождения, входившее в состав конфедерации теле, обладавшее культурой древнетюркского типа.

### Палеогенетика
Генетическое исследование 6 образцов тюркютского захоронения дало следующие результаты: двое погребённых имели гаплогруппу J2, по одному представителю имели гаплогруппы J1 и R1a и двое принадлежали к гаплогруппе C. Как отмечают авторы исследования, в тюркютский период истории Центральной Азии в регионе зафиксировано увеличение западноевразийского генетического компонента, а также распространяются гаплогруппы R1a и J2.

## Версия Л. Н. Гумилёва
Согласно Л. Н. Гумилёву, тюркюты включали в свой состав как прототюрков, так и протомонголов. Л. Н. Гумилёв писал, что «500 семейств» Ашина, будущие монголоязычные «вельможи», пришли в V в. из Ордоса и поселились на южных склонах Алтая, где уже обитало тюркоязычное население. Оба этнических компонента слились воедино. Также согласно Л. Н. Гумилёву: 

Слияние монголоязычных пришельцев с тюркоязычным местным населением оказалось настолько полным, что через сто лет, к 546 г., они представляли ту целостность, которую принято называть древнетюркской народностью или тюркютами.
 Об этногенетических связях между протомонгольскими (сяньбийскими) тогонами и тугю также пишет в своей работе Н. В. Абаев.
По версии Л. Н. Гумилёва, какого бы происхождения ни были те «пятьсот семейств», которые объединились под именем Ашина, между собою они объяснялись по монгольски до тех пор, пока они не оказались на Алтае. Он полагал, что к середине VI в. и члены рода Ашина и их спутники были совершенно отюречены. Слияние 500 семейств Ашина с местным населением оказалось настолько полным, что к 546 году они представляли ту целостность, которую принято называть древнетюркской народностью или тюркютами.
Термин «тюрк» несколько раз менял значение. Изначально так называлась орда, сплотившаяся вокруг Ашина. Позже тюрками в арабских источниках называли всех кочевников Средней и Центральной Азии без учёта языка. П. Пеллио использует форму «тюркют», в котором «ют» представляет собой монгольский суффикс множественного числа. Как полагает Л. Н. Гумилёв, оформление монгольским множественным числом политических терминов в древнетюркском языке говорит об их привнесении в тюркскую языковую среду извне.

## Потомки
Л. Н. Гумилёв, основываясь на этнографических исследованиях Б. X. Кармышевой, называет племя тюрков, ныне входящих в состав узбеков, прямыми потомками тюркютов в Средней Азии.

## Экономика

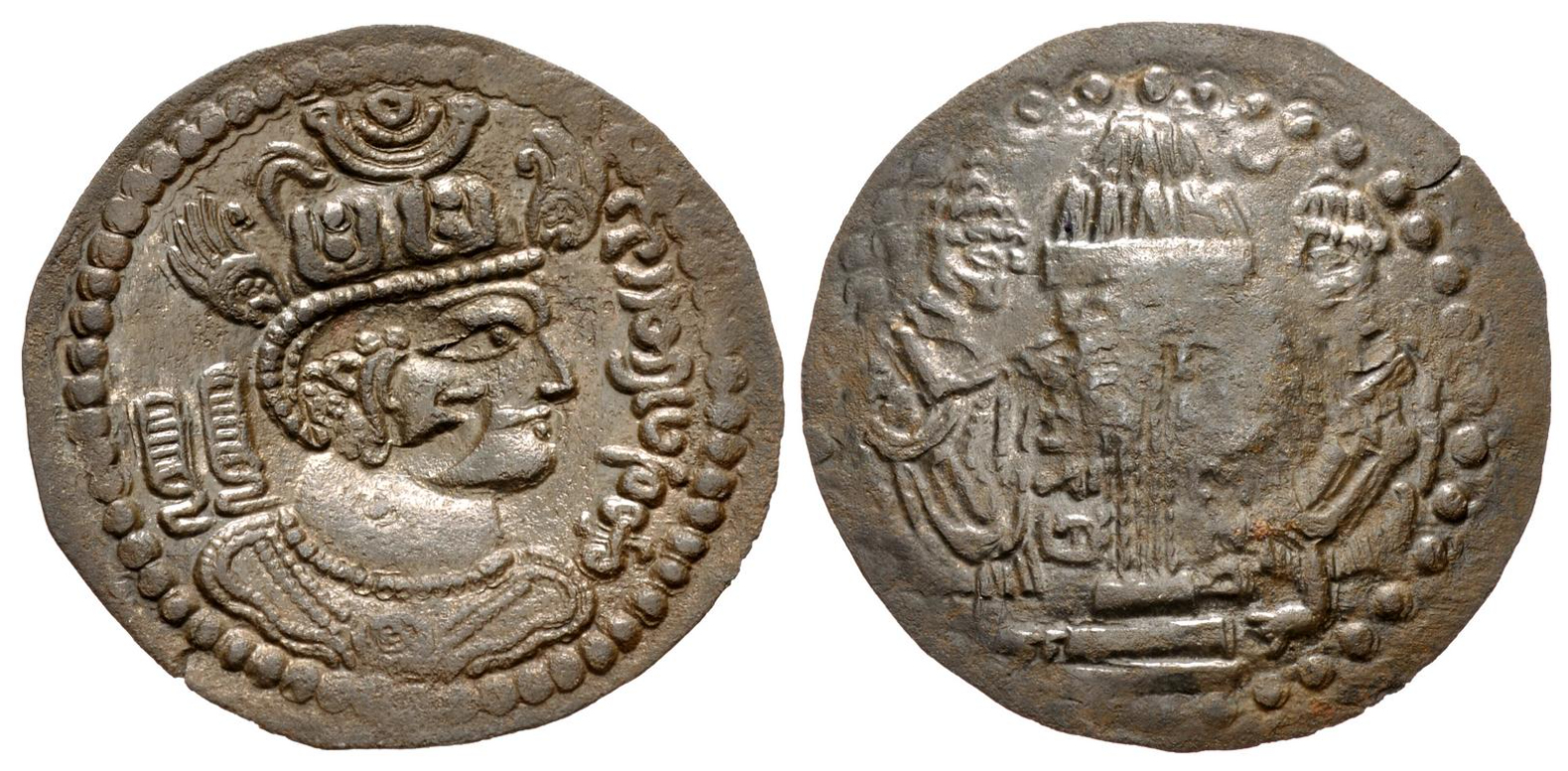
Монета западных тюрков. Шахи тегин. После 679 года, Бактрия

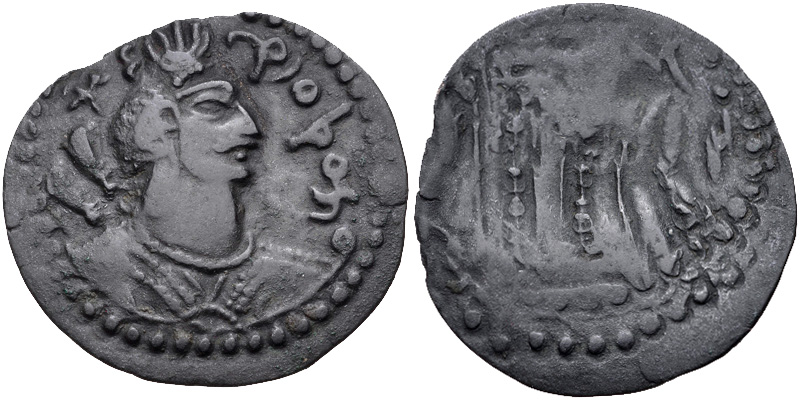
Ранняя монета Тегин-шаха с бактрийской легендой, конец VII века

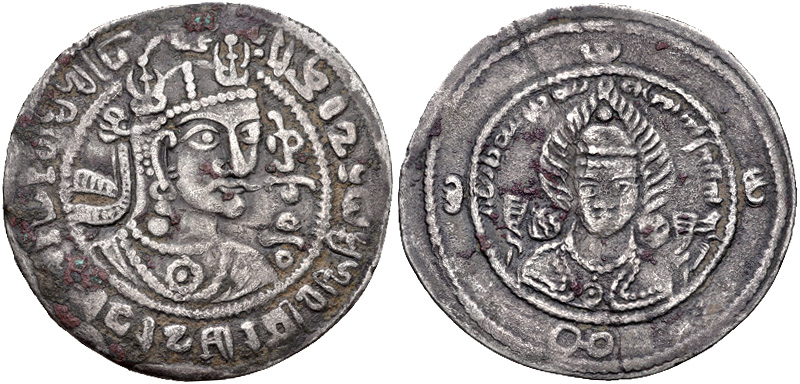
Трёхъязычная монета Тегин-шаха с изображением бога Аттара, 728 год

В средневековой арабской литературе сохранились довольно многочисленные свидетельства о том, что среди древних тюрков были жители как степей, так и городов и крепостей. Они занимались скотоводством и земледелием, в том числе орошаемым: хлебопашеством, рыболовством, ремёслами, разводили сады, огороды и виноградники. В словаре тюркского языка Махмуда ал-Кашгари (XI в.) содержится много слов тюркского происхождения, охватывающих практически все основные понятия земледельческого производства и виды продукции.
У древних тюрков имелась высокоразвитая железная металлургия. Жили они в войлочных юртах или деревянных наземных жилищах, построенных по пазовой технике или в виде срубов.
Тюрки, переселившиеся в оазисы Средней Азии адаптировались к местной среде и выпускали свои монеты. Так, тюркские правители Ташкентского оазиса — Чача в VII — начале VIII в. чеканили свои монеты. Л. С. Баратова выделяет следующие типы монет тюрков: с надписью «господина хакана деньга», «тудун Сатачар», с надписью в правитель Турк (VII в).
Тюркские правители Ферганы выпускали монет следующих типов: с надписью «тутук Алпу хакан» или «Тутмыш Алпу-хакан»; с надписью «хакан».
О. И. Смирнова считала, что тюркскими правителями Бухарского оазиса в середине VIII в. была выпущена группа тюрко-согдийских монет с надписью «владыки хакана деньга».

## Культура

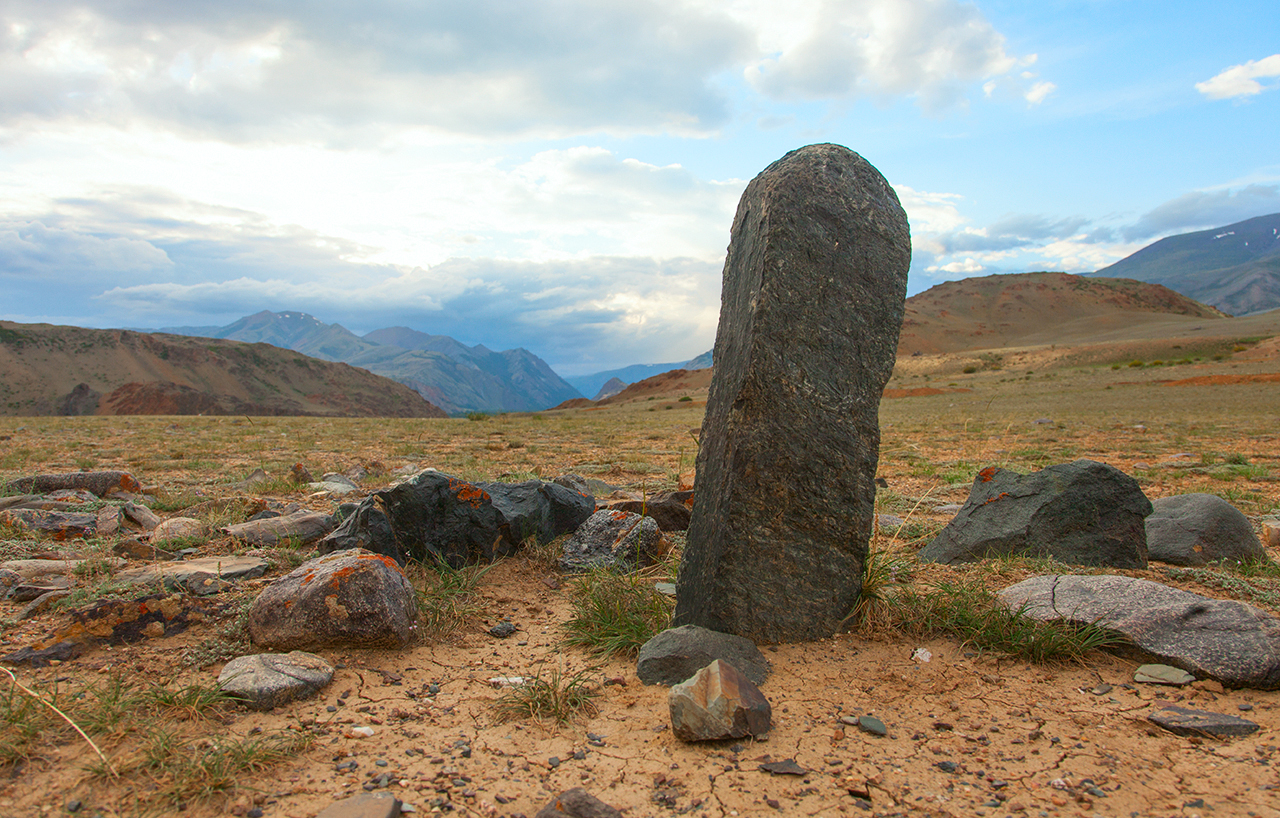
Балбал

Имела место погребально-поминальная обрядность, в том числе захоронение в сопровождении коня (китайские источники сообщают о сожжении мёртвых, что, вероятно, относилось к знати), поминальные оградки с портретными каменными бабами и балбалами. С VII века влияние китайской культуры приводит к постройке мавзолеев, например, Шаран-Дов и Майхан-Ул в современной Монголии и погребальных комплексов (памятник Бильге-кагану, стела Кюль-Тегина).
Религией древних тюрок было тенгрианство, они использовали древнетюркское письмо.
В 2000—2001 годах при раскопках комплекса памятников Бильге кагану были сделаны сенсационные открытия для тюркской археологии: был найден клад, содержащий золотую корону Бильге кагана, серебряные посуды, вещи и другие ценности (всего 2800).
На территории современной Монголии существовал столичный древнетюркский город Каракум-балык (682 год).
Как указывает С. Г. Кляшторный, в орхонских рунических памятников упоминаются чётко лишь три божества — Тенгри, Умай и Ыдук Йер-Су. Историк И. В. Стеблева предложила расположить древнетюркские божества по «уровням» — высший — Тенгри, затем Умай, третий уровень — Йер-Су, и, наконец, культ предков. Как пишет С. Г. Кляшторный, доказательно тут только помещение Тенгри во главе пантеона.
Сегодня много исследователей склоняются к тому, что воззрения ранних тюрков были трихотомическими, то есть делили макрокосм на Нижний, Верхний и Средний миры. В енисейских текстах упомянут Эрклиг-хан: «Нас было четверо, нас разлучил Эрклиг (повелитель подземного мира), о горе!».
Одним из признаком культуры тюрок были балбалы — небольшые иногда обработанные каменные столбы. В Тюркском каганате балбалы устанавливались перед каменным изваянием с изображением лица человека. Число балбалов подчёркивало значимость и авторитет умершего. У Бильге-кагана и Кюль-Тегина ряды балбалов достигали 2—3 км. На балбалах иногда указывались имена побеждённых вождей.